# Frans Halsbioscoop
De Frans Halsbioscoop in een voormalige bioscoop in de Noord-Hollandse stad Haarlem. De bioscoop was gelegen aan het Frans Halsplein in het stadsdeel Haarlem-Noord, net even ten noorden van het Station Haarlem.
De bioscoop is ontworpen door architect Joh. Strybos en werd door Boele & Van Eesteren gebouwd. De bouw van de bioscoop begon in september 1934. En de bioscoop opende in januari 1935 met de film Malle gevallen. In de bioscoop draaide voornamelijk Westerns. Vanaf de jaren 70 werden er ook Tiroler seksfilms gedraaid en in de laatste jaren werden er ook Chinese, Marokkaanse en Turkse films in de late uren gedraaid.
In 1984 werd de bioscoop gesloten en verkocht. Bij de sluiting beschikte de bioscoop over een zaal met 567 zitplaatsen. De laatste film die werd gedraaid was Jesus Christ Superstar.
Sinds 1985 is de voormalige bioscoop in gebruik door de Fonteinkerk. De oorspronkelijke opzet van de bioscoop werd bewaard gebleven. In 2006 is de kerk van binnen verbouwd en is de opzet veranderd in een lichte en open ruimte. De kerk is vernoemd naar de fontein die zich op het plein bevindt.